# Distretto di Grey
Il distretto di Grey è un'autorità territoriale della Nuova Zelanda che si trova entro i confini della regione di West Coast, nell'Isola del Sud. La sede del Consiglio distrettuale si trova nella città di Greymouth.
I centri principali del Distretto sono Greymouth (3 600 abitanti), Cobden (1.700), Runanga (1.200) e Blackball (330). L'8% circa della popolazione è di etnia Maori.